# Trigonometría esférica

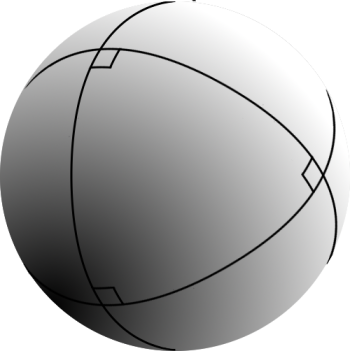
Triángulo esférico trirrectángulo (sus ángulos suman : 270°).

La trigonometría esférica es la parte de la geometría esférica que estudia los polígonos que se forman sobre la superficie de la esfera, en especial, los triángulos. La resolución de triángulos esféricos tiene especial relevancia en astronomía náutica y navegación para determinar la posición de un buque en alta mar mediante la observación de los astros.

## La esfera
Una esfera E, de centro en el punto (a,b,c) y radio k, es el dominio de ℝ³ definido por todos aquellos puntos en el espacio tridimensional que cumplen con la siguiente definición:

{\displaystyle E=\{\ (x,y,z)\in \mathbb {R} ^{3}\ |\ (x-a)^{2}+(y-b)^{2}+(z-c)^{2}=k^{2}\}}

### Círculo máximo

Distancia ortodrómica entre dos puntos a lo largo de un círculo máximo sobre la superficie de una esfera.

La intersección de una esfera con un plano que contenga al centro de dicha esfera genera un círculo máximo y una circunferencia máxima sobre la superficie de la esfera. Un círculo máximo divide a la esfera en dos hemisferios iguales. La distancia entre dos puntos de la superficie de la esfera, unidos por un arco de círculo máximo, es la menor entre ellos y se denomina distancia ortodrómica. 
Como ejemplos de círculos máximos en la superficie de la Tierra tenemos los meridianos o la línea del ecuador.

### Volumen y superficie de la esfera
El volumen de una esfera es el volumen de revolución engendrado por un semicírculo que gira alrededor del diámetro. Según esta definición, si su radio es r, su volumen será:

{\displaystyle \!V={\frac {4}{3}}\pi r^{3}}

La superficie lateral de un cuerpo de revolución vendrá dada por:

{\displaystyle \!A=4\pi r^{2}}

### Dominio sobre la superficie esférica
Un dominio de superficie esférica es un recinto o área sobre la superficie de la esfera limitado
por curvas contenidas en dicha superficie.

## Triángulo esférico

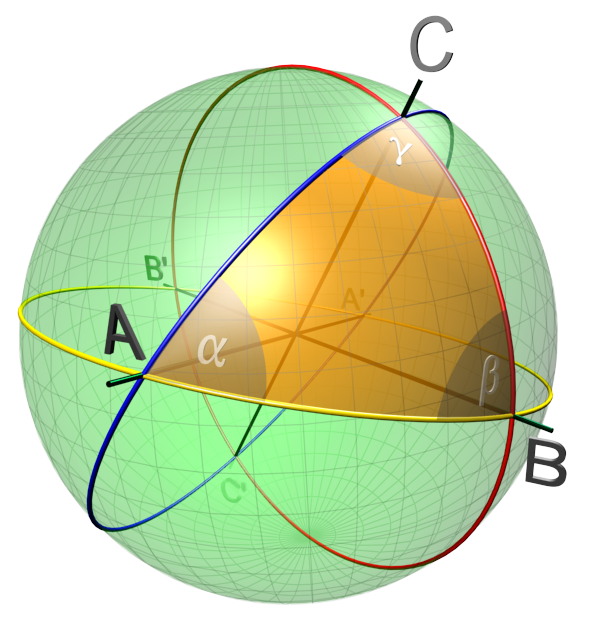
Triángulo esférico.

Si tres puntos de la superficie esférica son unidos por arcos de círculo máximo menores a 180°, la figura obtenida se denomina triángulo esférico. Los lados del polígono así formado se expresan por conveniencia como ángulos cuyo vértice es el centro de la esfera y no por su longitud. Este arco medido en radianes y multiplicado por el radio de la esfera es la longitud del arco. En un triángulo esférico los ángulos cumplen que: 180° < {\displaystyle \alpha \!} + {\displaystyle \beta \!} + {\displaystyle \gamma \!} < 540°

### Fórmulas fundamentales

#### Notación
{\displaystyle \alpha \!}: ángulo formado entre los arcos AC y AB
{\displaystyle \beta \!}: ángulo formado entre los arcos AB y BC
{\displaystyle \gamma \!}: ángulo formado entre los arcos AC y BC

#### Fórmula del coseno
{\displaystyle \cos CB=\cos AC\;\cos AB+{\rm {sen}}AC\;{\rm {sen}}AB\;\cos \alpha \!}

#### Fórmula del seno
{\displaystyle {\frac {{\rm {sen}}CB}{{\rm {sen}}\alpha }}={\frac {{\rm {sen}}AC}{{\rm {sen}}\beta }}={\frac {{\rm {sen}}AB}{{\rm {sen}}\gamma }}}
Los senos de los lados son proporcionales a los senos de los ángulos opuestos.

#### Fórmula del cotangente
La fórmula de la cotangente también se denomina fórmula de los elementos consecutivos. Ver en la figura los siguientes elementos consecutivos:
ángulo {\displaystyle \alpha \!}; lado {\displaystyle AB}; ángulo {\displaystyle \beta \!}; lado {\displaystyle BC}. 

{\displaystyle \cos \beta \cos AB=-{\rm {sen}}\beta \cot \alpha \!+{\rm {sen}}AB\cot CB}

Cosenos de los elementos medios, es igual a: menos seno del ángulo medio por la cotangente del otro ángulo, más seno del lado medio por la cotangente del otro lado.

#### Fórmulas de Bessel
Desde las fórmulas de los cosenos, obtenidas en la sección anterior, se pueden obtener de inmediato un conjunto de varias fórmulas conocidas como "relaciones del seno por el coseno" o también denominadas Fórmulas de Bessel, o tercera fórmula de Bessel. Fueron deducidas por primera vez por el matemático alemán Friedrich Wilhelm Bessel.

{\displaystyle \cos {\Big (}{\frac {a}{k}}{\Big )}=\cos {\Big (}{\frac {b}{k}}{\Big )}*\cos {\Big (}{\frac {c}{k}}{\Big )}+\operatorname {sen} {\Big (}{\frac {b}{k}}{\Big )}*\operatorname {sen} {\Big (}{\frac {c}{k}}{\Big )}*\cos A}

{\displaystyle \cos {\Big (}{\frac {b}{k}}{\Big )}=\cos {\Big (}{\frac {c}{k}}{\Big )}*\cos {\Big (}{\frac {a}{k}}{\Big )}+\operatorname {sen} {\Big (}{\frac {c}{k}}{\Big )}*\operatorname {sen} {\Big (}{\frac {a}{k}}{\Big )}*\cos B}

{\displaystyle \cos {\Big (}{\frac {c}{k}}{\Big )}=\cos {\Big (}{\frac {a}{k}}{\Big )}*\cos {\Big (}{\frac {b}{k}}{\Big )}+\operatorname {sen} {\Big (}{\frac {a}{k}}{\Big )}*\operatorname {sen} {\Big (}{\frac {b}{k}}{\Big )}*\cos C}

El conjunto de las fórmulas de Bessel puede escribirse, para la esfera de radio unidad, esto es, la esfera trigonométrica, de la forma:

{\displaystyle \operatorname {sen} c*\cos B=\cos b*\operatorname {sen} a-\cos a*\operatorname {sen} b*\cos C}

{\displaystyle \operatorname {sen} c*\cos A=\cos a*\operatorname {sen} b-\cos b*\operatorname {sen} a*\cos C}

{\displaystyle \operatorname {sen} b*\cos A=\cos a*\operatorname {sen} c-\cos c*\operatorname {sen} a*\cos B}

{\displaystyle \operatorname {sen} b*\cos C=\cos c*\operatorname {sen} a-\cos a*\operatorname {sen} c*\cos B}

{\displaystyle \operatorname {sen} a*\cos B=\cos b*\operatorname {sen} c-\cos c*\operatorname {sen} b*\cos A}

{\displaystyle \operatorname {sen} a*\cos C=\cos c*\operatorname {sen} b-\cos b*\operatorname {sen} c*\cos A}

#### Presentación matricial de las fórmulas del triángulo esférico
El conjunto de las fórmulas del seno, del coseno (llamadas por algunos segunda y primera fórmula de Bessel), y la (tercera) fórmula de Bessel, pueden expresarse de forma matricial:

{\displaystyle {\begin{vmatrix}\cos(a)\\\operatorname {sen}(a)\operatorname {sen}(B)\\\operatorname {sen}(a)\cos(B)\end{vmatrix}}={\begin{vmatrix}\cos(c)&0&\operatorname {sen}(c)\\0&1&0\\\operatorname {sen}(c)&0&-\cos(c)\end{vmatrix}}.{\begin{vmatrix}\cos(b)\\\operatorname {sen}(b)\operatorname {sen}(A)\\\operatorname {sen}(b)\cos(A)\end{vmatrix}}}

siendo a, b y c los lados; y A, B y C los ángulos del triángulo esférico.

#### Triángulo esférico rectángulo
Al triángulo esférico, con al menos un ángulo recto, se  denomina triángulo rectángulo. En un triángulo esférico sus tres ángulos pueden ser rectos, en tal caso su suma es 270°. En todos los otros casos esa suma excede los 180° y a ese exceso se  nombra exceso esférico; que se simboliza con E, expresada mediante la fórmula:  E = {\displaystyle \alpha \!}+{\displaystyle \beta \!}+{\displaystyle \gamma \!} − 180°.
Una proposición afirma que cualquier triángulo esférico puede descomponerse en dos triángulos esféricos rectángulos.

## Pentágono de Napier

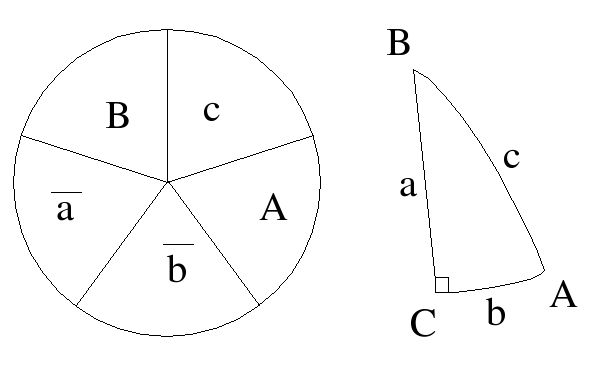
Pentágono de Napier.

El pentágono de Napier es una regla nemotécnica para resolver triángulos esféricos rectángulos, la cual toma su nombre del matemático y terrateniente escocés John Napier, y se construye de la siguiente forma:
Se colocan en cada sector circular: cateto - ángulo - cateto - ángulo - cateto, consecutivamente, tal como aparecen ordenados en el triángulo, exceptuando el ángulo recto C.
Se remplazan los ángulos B, A, y la hipotenusa c por sus complementarios:
B por (90° - B)
A por (90° - A)
c por (90° - c)
Se establecen dos reglas:
- El seno de un elemento es igual al producto de las tangentes de los elementos adyacentes:

sen(a) = tg(b) tg(90° - B), o su equivalente: sen(a) = tg(b) ctg(B)
- El seno de un elemento es igual al producto de los cosenos de los elementos opuestos:

sen(a) = cos(90° - A) cos(90° - c), o su equivalente: sen(a) = sen(A) sen(c)